# +44
+44（プラス・フォーティー・フォー）は、ロサンゼルス出身のロック・バンドである。

## メンバー
最終ラインナップ
- マーク・ホッパス (Mark Hoppus) – リード・ボーカル、ベース (2005年–2009年)
- トラヴィス・バーカー (Travis Barker) – ドラム、パーカッション、キーボード (2005年–2009年)
- シェーン・ギャラガー (Shane Gallagher) – リード・ギター (2005年–2009年)
- クレイグ・フェアボウ (Craig Fairbaugh) – リズム・ギター、キーボード、ボーカル (2005年–2009年)

旧メンバー
- キャロル・ヘラー (Carol Heller) – リズム・ギター、ボーカル (2005年)

ツアー・メンバー
- ギル・シャローン (Gil Sharone) – ドラム、パーカッション (2006年–2007年)

## ディスコグラフィ

### アルバム
- 『+44 (プラス・フォーティー・フォー)』 - When Your Heart Stops Beating (2006年、Interscope)

### シングル
- "Make you smile" (2005年)
- "Lycanthrope" (2006年)
- "When Your Heart Stops Beating" (2006年)
- "Baby Come On" (2007年)
- "155" (2007年)